# Femminielli

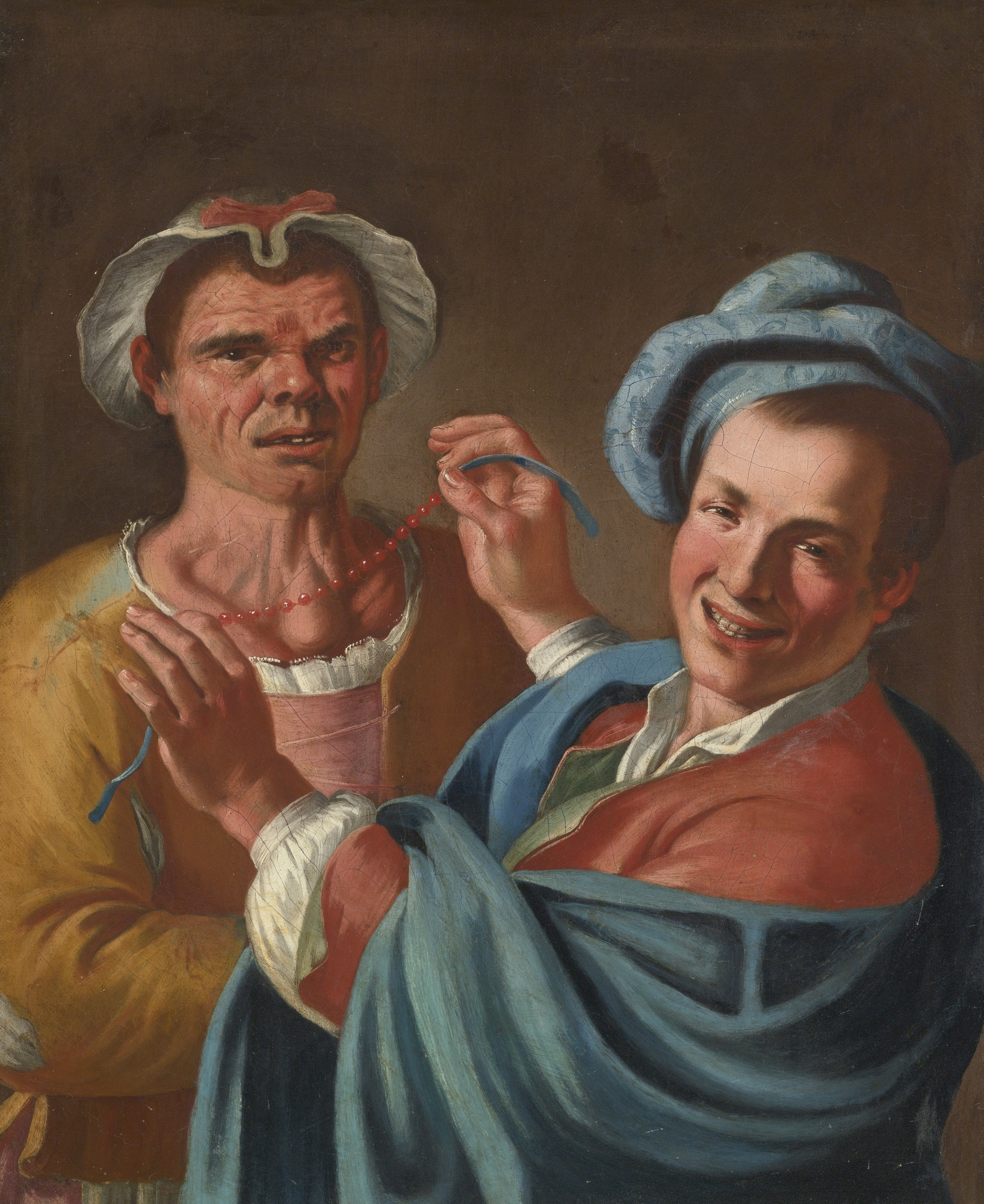
Giuseppe Bonito, Il femminiello

Femminielli (plural de Femminiello, «dona petit» en dialecte napolità, prové de l'italià femmina «dona» i -ello «sufix diminutiu masculí») és un terme usat per a referir-se a una població d'homes homosexuals amb expressió de gènere marcadament femenina en la cultura tradicional napolitana.
Pot ser difícil definir aquest terme dins de les nocions occidentals modernes de «transsexual» vers «homosexual», ja que ambdues categories es barregen en certa manera en el cas dels femminielli (vegeu Tercer gènere). Aquest terme no és despectiu i no porta estigma; en lloc d'això, tradicionalment es creu que els femminielli aporten sort. Irònicament, Achille della Ragione suggereix que les recents enquestes han demostrat que els napolitans tenen una visió generalment negativa del que ell anomena «el model políticament correcte de l'homosexualitat d'una societat hipòcrita de fer el correcte» (implicant la cultura gai occidental principal), però contrasta els femminielli com qui gaudeixen d'una actitud favorable per part de la societat napolitana.

## Anàlisi de gènere
És reductor inserir el femminiello napolità dins de la macrocategoria de transgènere generalment adoptada en contextos anglosaxons i estatunidencs. «La identitat alternativa del femminielli és possible a partir d'un cos transformat, disfressat i transfigurat, un fenomen complex que es podria considerar 'endèmic' i està particularment vinculat al territori i a la població de la ciutat». El femminiello, en canvi, es podria considerar com una peculiar expressió de gènere, malgrat un binarisme sexual generalitzat. Les arrels culturals en què s'incorpora aquest fenomen confereixen al femminiello un estatus cultural i fins i tot socialment legitimat. Per a les coordenades històriques i simbòliques de Nàpols, la construcció identitària del femminiello no és superposable als clústers transgèneres europeus i eurocentics més comuns.
A finals de la dècada del 2000, molts escàndols sexuals apareguts a Itàlia van implicar polítics de gran prestigi (per exemple, l'expresident del Laci, Piero Marrazzo) amb treballadores sexuals transsexuals, sovint d'ascendència llatinoamericana, que se solen denominar transessuali (escurçada a trans) en els mitjans de comunicació italians. El 2009, el terme femminiello va obtenir certa notorietat en els mitjans de comunicació italians després que fos detingut un femminiello napolità, el mafiós de la Camorra Ketty Gabriele (nom legal Ugo Gabriele). Gabriele s'havia dedicat a la prostitució abans de convertir-se en capo. Gabriele ha estat coneguda com a femminiello i transessuale (o trans) en els mitjans de comunicació italians.
Tot i això, d'altres consideren que els femminielli són decididament masculins malgrat el seu paper de gènere femení, dient que «són masculins; ho saben i tothom ho sap». Achille della Ragione ha escrit aspectes socials del femminielli. «[El femminiello] sol ser el nen més jove, el petit estimat per la mare... és útil, fa tasques, fa gestions i vigila els nens».
Zito i Eugenio proposen en el seu estudi que els femminielli «semblen confirmar, en el camp de la identitat de gènere, la idea postmoderna de modulació contínua entre el masculí i el femení en contra de la seva dicotomia».
Es pot observar una certa incompatibilitat entre les nocions de femminiello i els transsexuals (sovint de procedència estrangera), per exemple, es pot llegir en un títol de notícies Rivolta ai Quartieri Spagnoli: i femminielli cacciano le trans (Revolta a Quartieri Spagnoli: femminielli expulsen els transsexuals).

## Història

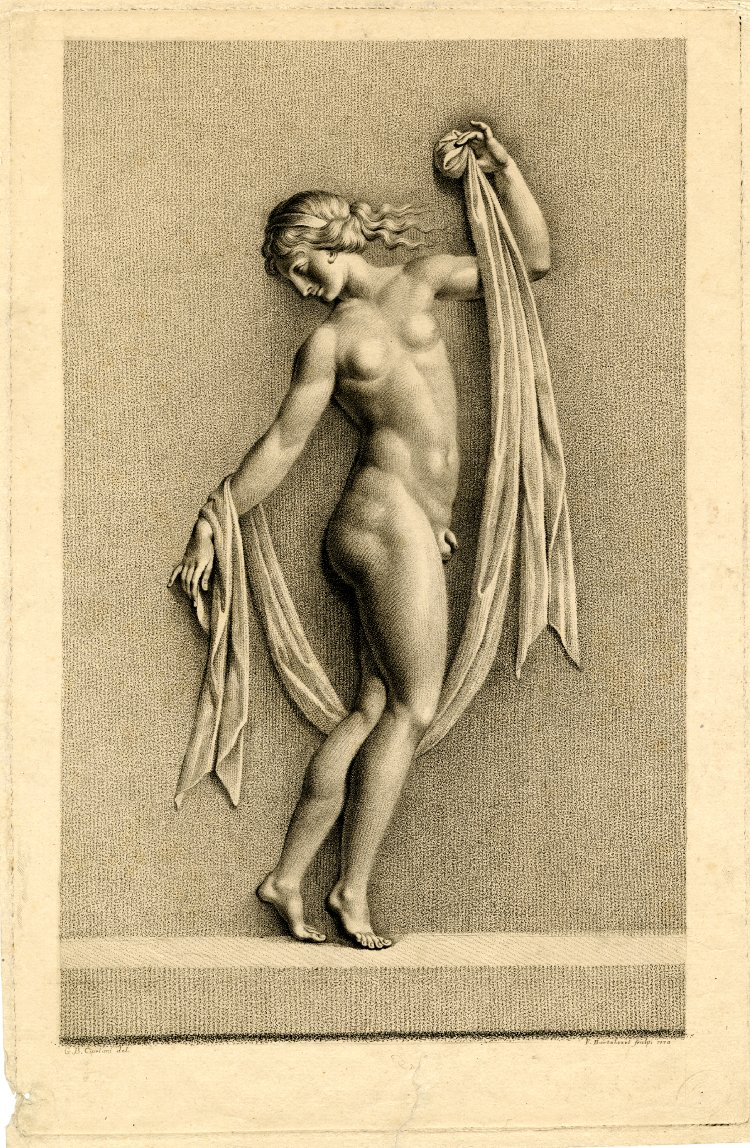
Hermafrodit, el fill d'Hermes i Afrodita

Les referències constants en moltes fonts als rituals antics darrere de la presència del femminiello a Nàpols requereixen pocs comentaris. Els vincles amb la mitologia grega antiga són nombrosos; per exemple, Hermafrodit, que posseïa la bellesa de la mare, Afrodita i la força del pare, Hermes; o Tirèsias, el profeta cec de Tebes, famós per haver estat transformat en dona durant set anys. Aquests dos personatges i, de fet, d'altres en moltes cultures del món se suposa que posseeixen alguna cosa que d'altres no fan; l'equilibri savi que prové de conèixer els dos mons, masculí i femení.

### Cerimònia
Una cerimònia anomenada matrimonio dei femminielli té lloc a Torre Annunziata el dilluns de Pasqua, una desfilada de femminielli vestits amb vestits de núvia i acompanyats d'un «marit» que recorren els carrers en carruatges amb cavalls.

### Tradició
Els femminiello a Campània gaudeixen d'una posició relativament privilegiada gràcies a la seva participació en alguns esdeveniments tradicionals, com la Candelora al Santuario di Montevergine (Candelera al Santuari de Montevergine) a Avellino, o la Tammurriata, una dansa tradicional interpretada a la festa de la Madonna dell'Arco a Sant'Anastasia.
Generalment hi ha la creença popular que els femminielli porten bona sort. Per aquest motiu, és popular als barris que un femminiello sostingui un nadó acabat de néixer o que participi en jocs com el bingo. El Sorteig o Tombolata dei femminielli, un joc popular que es va realitzar cada any el 2 de febrer, com a part concloent de la Candelera al Santuari de Montevergine.

## Teatre
En una producció escènica anomenada La gatta Cennerentola (La gata Ventafocs), de Roberto De Simone, els femmenielli interpreten els papers de diversos personatges importants. Entre els escenaris principals al respecte hi ha el Rosario dei femmenielli i Il suicidio del femminiella.